# Maunaseius volcanus
Maunaseius volcanus är en spindeldjursart som först beskrevs av N. Prasad 1968.  Maunaseius volcanus ingår i släktet Maunaseius och familjen Phytoseiidae. Inga underarter finns listade i Catalogue of Life.